# 3hoog
3hoog is een fotostrip van Ype Driessen over het studentenleven.

## Geschiedenis
De strip verscheen voor het eerst in 2004 in Ublad (sinds 2010 bekend als DUB), het universiteitsblad van de Universiteit Utrecht. De serie breidde zich vervolgens uit naar het Erasmus Magazine, NHL Magazine,  De Observant en UT Nieuws. Ook zijn de avonturen gebundeld uitgegeven bij Strip2000.
Op 15 januari 2014 vierde de serie zijn tiende verjaardag. Dit ging gepaard met een bijzondere editie met acteurs van de verschillende seizoenen.

## Personages

### Seizoen 1
- Olivier, een verwaand balletje, gespeeld door Willem Heijltjes
- Karlijn, een berekenende vamp, gespeeld door Madeleen Driessen
- Pien, een sociaal bewuste feministe, gespeeld door Saskia van de Nieuwenhof

### Seizoen 2
- Ben, de onschuldige huisjongste, slim maar ook nogal nerdy, gespeeld door Daan Henselmans
- Willem, de lompe corpsbal 2.0, die het als zijn taak ziet Ben wat wereldwijzer te maken, gespeeld door Sander van Kasteel
- Stefanie, een opvliegende blondine met een klein hartje, gespeeld door Ivanka Bloom
- Mariane (alleen de eerste afleveringen), een Iraanse uitwisselingsstudente met heimwee naar haar thuisland

### Seizoen 3
- René, een flamboyante, homoseksuele jongeman, die altijd goed gekleed is, gespeeld door Nico Naus
- Froukje, de pessimist van het stel (doe maar gewoon, dan doe je al gek genoeg), gespeeld door Annemarijn van Osch
- Jurre, een gezellige kraker die niet van regels houdt maar wel van demonstraties, gespeeld door Elmer van Engelenburg

### Seizoen 4
- Harry, gespeeld door Dinne Reus
- Reinier, gespeeld door Ruben Naus
- Alex, gespeeld door Tanisha Huiser

## Uitgaven
- 3Hoog - 1 bal, 2 bitches, 3 hoog (2007) (heruitgave: 2013)
- 3Hoog - Niet te Beffen! (2013)
- 3Hoog - In het diepe (2013)